# Lauren Lyle
Lauren Lyle (Glasgow, 12 luglio 1993) è un'attrice britannica.

## Filmografia parziale

### Cinema
- Il segreto delle api (Tell It to the Bees), regia di Annabel Jankel (2018)
- Mercy Falls, regia di Ryan Hendrick (2023)
- The Outrun, regia di Nora Fingscheidt (2024)
- Something in the Water, regia di Hayley Easton Street (2024)

### Televisione
- Broken – serie TV, 3 episodi (2017)
- Outlander – serie TV, 25 episodi (2017-2022)
- Vigil - Indagine a bordo (Vigil) – serie TV, 4 episodi (2021)
- Karen Pirie – serie TV, 3 episodi (2022)
- Toxic Town, regia di Minkie Spiro – miniserie TV, puntate 3-4 (2025)
- The Bombing of Pan Am 103, regia di Michael Keillor – miniserie TV (2025)

## Riconoscimenti
- 2023 – BAFTA Scotland[1]
  - Miglior attrice in una serie televisiva per Karen Pirie

## Doppiatrici italiane
Nelle versioni in italiano delle opere in cui ha recitato, Lauren Lyle è stata doppiata da:
- Margherita De Risi in Outlander, Toxic Town
- Benedetta Ponticelli in Vigil - Indagine a bordo